# Michael Tyrrell
Michael Tyrrell (1946 – 30 maggio 2013) è stato un criminale antiguo-barbudano.

## Biografia
Fu a capo di un imponente traffico di stupefacenti insieme alla compagna Julie Paterson, conosciuta come la "regina della cocaina". Nel 1999 entrambi furono catturati dalle autorità mentre tentavano di far giungere quasi mezza tonnellata di cocaina da Bequia in Gran Bretagna, una delle più grandi spedizioni di droga mai tentate nel Paese.
Sebbene fosse nato da una famiglia benestante, Tyrrell aveva precedentemente scontato una pena detentiva per il suo coinvolgimento nel contrabbando di marijuana in Guadalupa e Antigua durante la sua giovinezza. Negli anni divenne una figura ben nota e pittoresca nei circoli nautici dell'isola, dove in seguito incontrò sua moglie, Julie Paterson, allora titolare di un servizio di noleggio di yacht.
Dopo essersi sposati nel 1994, lui e sua moglie collaborarono a un'operazione di traffico di droga su larga scala, dal valore potenziale di dieci milioni di dollari americani. Insieme al suo amico e complice Frederic Fillingham, un ex costruttore di barche e marinaio che era fuggito dagli Stati Uniti dopo aver ricevuto una pena con la sospensione condizionale per accuse di traffico di droga, Tyrrell contattò Robert Kavanagh, che sfruttò i suoi contatti con i cartelli della droga colombiani per assicurarsi la consegna di 396 chilogrammi di cocaina per l'organizzazione di Tyrrell.
Anche se apparentemente non aveva ancora attirato l'attenzione della Drug Enforcement Administration, o in virtù di questo, Tyrrell accumulò la reputazione di vantarsi delle sue attività criminali e di operare liberamente all'interno di Antigua, pur continuando a tenere riunioni con noti trafficanti (incluso un membro non identificato di un cartello della droga colombiano) e reclutando individui che gravitavano attorno al mondo della droga.
Tuttavia, benché intoccabile dai funzionari locali, alla fine fu scoperto dalle autorità britanniche e le sue attività presto rientrarono nelle mire dell'Operazione Eyeful, una delle più grandi operazioni di sorveglianza mai intraprese dalla dogana e dalla polizia, che mantenne una stretta sorveglianza su Tyrrell e Paterson per diversi mesi, finché furono sorpresi mentre scaricavano casse di stupefacenti su una spiaggia deserta, vicino a Ventnor, sull'isola di Wight.
Datisi alla fuga, Paterson e Fillingham furono successivamente arrestati da un ufficiale delle forze dell'ordine doganali mentre si nascondevano in un gazebo vicino. Tyrrell e altri otto furono processati presso la Snaresbrook Crown Court e condannati per traffico di droga. Tyrrell si vide comminare ventisei anni di reclusione, mentre i suoi complici Robert Kavanagh e Didier Andre Lebrun rispettivamente ventiquattro e diciannove anni di reclusione. Julie Paterson è stata la seconda persona ad essere arrestata dagli ufficiali doganali, mentre si riparava con un complice in un capanno vicino alla casa di Tyrell. Paterson fu giudicata colpevole anche di riciclaggio di denaro sporco e condannata a ventiquattro anni di reclusione, la condanna più lunga mai registrata per una trafficante di droga.
Mentre stava scontando la pena nella prigione di alta sicurezza di Frankland vicino a Durham City, Tyrrell morì allo University Hospital di North Durham il 30 maggio 2013.